# Madonna col Bambino (Botticelli)
La Madonna col Bambino è un dipinto a tempera su tavola (71x51 cm) di Sandro Botticelli, databile al 1467 circa e conservato nel Musée du Petit Palais di Avignone.

## Descrizione e stile
Al di sotto di una loggia aperta su un irto paesaggio montano, Maria tiene in braccio il Bambino, offrendogli il seno con la mano sinistra, mentre il Bambino si protende verso di lei. 
L'opera mostra nell'impostazione della composizione l'influenza di Donatello filtrato da Filippo Lippi, dal quale derivano anche il predominio della linea di contorno e il panneggio vibrante, anche se le forme appaiono ormai più dolcemente fuse, con atteggiamenti più complessi delle opere del Lippi. Il colore acceso  dal chiaroscuro incisivo e dal tono bronzeo deriva dall'esempio di Antonio del Pollaiolo.
Il tono dei personaggi è serio, pensoso, assorto nella propria bellezza e venato di malinconia, come tipico della produzione botticelliana.